# Valdek (Staré Křečany)
Valdek je malá vesnice na Šluknovsku v okrese Děčín. Její jižní část je částí obce Staré Křečany, severní část je součástí základní sídelní jednotky Harta-Valdek místní části Království města Šluknov.
Valdek se nachází asi tři kilometry severně od Starých Křečan a asi dva kilometry jižně od Království. Severně a severovýchodně od vesnice, oběma katastrálními územími, prochází železniční trať Rumburk–Sebnitz se zastávkou Valdek, a středem vsi prochází silnice II/266, která křižuje železniční trať u železniční zastávky severně od vsi. Ve starokřečanské části vesnice je evidováno 22 adres. V roce 2011 zde trvale žilo 18 obyvatel.
Jižní část Valdeku leží v katastrálním území Staré Křečany, severní část v katastrálním území Království.

## Historie
Nejstarší písemná zmínka pochází z roku 1787.

## Obyvatelstvo
|                                                                        | 1869 | 1880 | 1890 | 1900 | 1910 | 1921 | 1930 | 1950 | 1961 | 1970 | 1980 | 1991 | 2001 | 2011 |
| ---------------------------------------------------------------------- | ---- | ---- | ---- | ---- | ---- | ---- | ---- | ---- | ---- | ---- | ---- | ---- | ---- | ---- |
| Obyvatelé                                                              | 295  | 223  | 200  | 186  | 189  | 163  | 165  | 55   | 40   | 34   | 19   | 9    | 14   | 18   |
| Domy                                                                   | 33   | 36   | 34   | 34   | 34   | 34   | 34   | 24   | .    | 11   | 9    | 8    | 11   | 13   |
| Počet domů z roku 1961 je zahrnut v domech místní části Staré Křečany. |      |      |      |      |      |      |      |      |      |      |      |      |      |      |

## Pamětihodnosti
- kaple Anděla Strážce – novogotická kaple z roku 1930